# Miltogramma rectangularis
Miltogramma rectangularis är en tvåvingeart som beskrevs av Malloch 1930. Miltogramma rectangularis ingår i släktet Miltogramma och familjen köttflugor. Inga underarter finns listade i Catalogue of Life.